# Тээке (Ошская область)
Тээке (кирг. Тээке) — село в Кара-Сууском районе Ошской области Кыргызстана. Входит в состав Мадынского айылного аймака.

## География
Село расположено в центральной части области, на расстоянии приблизительно 53 километров (по прямой) к юго-востоку от города Кара-Суу, административного центра района. Абсолютная высота — 1867 метров над уровнем моря.

## Население
Согласно оценочным данным Национального статистического комитета Кыргызской Республики, численность населения села на начало 2023 года составляла 891 человек.
| год     | 2009 | 2014 | 2015 | 2020 | 2021 | 2023 |
| ------- | ---- | ---- | ---- | ---- | ---- | ---- |
| человек | 733  | 797  | 752  | 875  | 903  | 891  |